# Ligue des champions arabes de football 2005-2006
Navigation
Édition précédente Édition suivante
La Ligue des champions arabes 2005-2006 est la troisième édition de la Ligue des champions arabes, la compétition mise en place par l'UAFA. Les meilleures équipes du monde arabe participent à cette compétition.
Cette édition voit le sacre des Marocains du Raja Club Athletic qui bat en finale le club égyptien de l'ENPPI Club. C'est le premier succès en Ligue des champions arabes pour le club.
Changement par rapport à l'édition précédente puisque l'ensemble des phases de la compétition se dispute sous forme de matchs aller-retour.

## Tour préliminaire
| Équipe 1              | Résultat | Équipe 2                       | Aller | Retour     |
| --------------------- | -------- | ------------------------------ | ----- | ---------- |
| CA bizertin           | 3 - 4    | Zamalek SC                     | 2 - 2 | 1 - 2      |
| Al Nejmeh Beyrouth    | 3 - 5    | ENPPI Club                     | 0 - 1 | 3 - 4      |
| Al Ansar Beyrouth     | 0 - 4    | Haras El-Hedood Club           | 0 - 1 | 0 - 3      |
| Al Ahly Manama        | 9 - 1    | AS Compagnie Djibouti-Éthiopie | 3 - 0 | 6 - 1      |
| Al-Zawra'a SC         | 3e - 3   | Al Qadisiya Al Khubar          | 1 - 0 | 2 - 3      |
| CA Bordj Bou Arreridj | 1 - 4    | OC Safi                        | 0 - 3 | 1 - 1      |
| Al Majd Damas         | 2 - 11   | Qadsia Sporting Club           | 0 - 5 | 2 - 6      |
| ACS Ksar              | 0 - 7    | Al Hilal Omdurman              | 0 - 3 | 0 - 4      |
| Al Merreikh Omdurman  | 1 - 2    | MC Alger                       | 1 - 0 | 0 - 2      |
| Al-Shabab Club        | 2 - 7    | Talaba SC                      | 1 - 3 | 1 - 4      |
| Al Ittihad Tripoli    | 2 - 5    | Wydad AC                       | 1 - 2 | 1 - 3      |
| Al Oruba Sur          | 0 - 4    | Club Africain                  | 0 - 2 | 0 - 2      |
| Al Wahda Damas        | 1 - 2    | Raja CA                        | 1 - 1 | 0 - 1      |
| Shabab Rafah          | 2 - 3    | Al-Weehdat Club                | 0 - 1 | 2 - 2      |
| Shabab Al-Ordon Club  | 1 - 2    | Al Nasr Riyad                  | 1 - 0 | 0 - 2      |
| Koweït SC             | 0 - 1    | Al Ittihad Djeddah (T)         | 0 - 0 | 0 - 1 a.p. |

### Huitièmes de finale
| Équipe 1               | Résultat      | Équipe 2             | Aller | Retour |
| ---------------------- | ------------- | -------------------- | ----- | ------ |
| MC Alger               | 6 - 1         | Al-Zawra'a SC        | 3 - 0 | 3 - 1  |
| Al Ahly Manama         | 1 - 3         | Al-Weehdat Club      | 0 - 0 | 1 - 3  |
| (T) Al Ittihad Djeddah | 2 - 2 1-4 tab | Wydad AC             | 2 - 0 | 0 - 2  |
| Al Nasr Riyad          | 2 - 2 4-3 tab | OC Safi              | 2 - 0 | 0 - 2  |
| Club Africain          | 0 - 2         | ENPPI Club           | 0 - 0 | 0 - 2  |
| Al Hilal Omdurman      | 1 - 0         | Haras El-Hedood Club | 1 - 0 | 0 - 0  |
| Qadsia Sporting Club   | 3 - 1         | Talaba SC            | 1 - 0 | 2 - 1  |
| Raja CA                | 3 - 2         | Zamalek SC           | 0 - 2 | 3 - 0  |

### Quarts de finale
| Équipe 1             | Résultat | Équipe 2        | Aller | Retour |
| -------------------- | -------- | --------------- | ----- | ------ |
| Al Nasr Riyad        | 2 - 3    | Al-Weehdat Club | 1 - 1 | 1 - 2  |
| Al Hilal Omdurman    | 3e - 3   | Wydad AC        | 1 - 0 | 2 - 3  |
| MC Alger             | 3 - 4    | ENPPI Club      | 1 - 3 | 2 - 1  |
| Qadsia Sporting Club | 1 - 3    | Raja CA         | 1 - 0 | 0 - 3  |

### Demi-finales
| Équipe 1   | Résultat | Équipe 2          | Aller | Retour |
| ---------- | -------- | ----------------- | ----- | ------ |
| Raja CA    | 5 - 1    | Al Hilal Omdurman | 5 - 0 | 0 - 1  |
| ENPPI Club | 2 - 1    | Al-Weehdat Club   | 2 - 0 | 0 - 1  |

### Finale
| Équipe 1   | Résultat | Équipe 2 | Aller | Retour |
| ---------- | -------- | -------- | ----- | ------ |
| ENPPI Club | 1 - 3    | Raja CA  | 1 - 2 | 0 - 1  |

## Vainqueur
| Ligue des champions arabes Vainqueur 2005-2006 |
| ---------------------------------------------- |
| Raja Club Athletic Premier titre               |